# Doibani I, Stînga Nistrului
Doibani I este satul de reședință al comunei cu același nume din Unitățile Administrativ-Teritoriale din Stînga Nistrului (Transnistria), Republica Moldova.
Doibani I și Doibani II, sate în fostul rn. Dubăsari, așezate pe r. Iagorlâc: Doibani I care e mai vechi și locuit preponderent de români (peste 80 %), situat pe malul stâng al r. Iagorlâc și Doibani II, cu 31 % români și 60 % ucraineni (în 1989 aici locuiau 619 locuitori), situat pe malul drept al r. Iagorlâc. În 1792 la Doibani I se construiește biserica cu hramul Sf. Mihail, înregistrați fiind aici 89 de gospodari „capi de familie”; în 1793 erau 92 locuitori, în 1799 – 174 locuitori, în 1850 – 405 locuitori.[Cabuzan, 1974, 72]. În 1906 – 220 de ogrăzi cu 660 de bărbați și 647 de femei [SNPTU, 1907, 33]. Doibani II este o localitate mai nouă, întemeiată în 1928 de gospodarii veniți din Doibani, care ulterior a fost denumit Doibani Vechi sau Doibani I, iar Doibani II a fost numit Doibani Noi [Hotnog, 1991,79].